# Тараси (присілок, Великолуцький район)
Тараси (рос. Тарасы) — село у Великолуцькому районі Псковської області Російської Федерації. Входить до складу Шелковської волості.

## Географія
Село розташоване на річці Кунья (притока річки Ловать), на північному сході району, за 47 км на північний схід від райцентру Великі Луки.
На схід від села розташоване однойменне селище Тараси.

## Клімат
Клімат села помірно-континентальний, з м'якою зимою та теплим літом. Опадів більше випадає влітку і на початку осені.

## Історія
До 10 грудня 2014 року село входило до складу Букровської волості.

## Населення
Станом на 2010 рік чисельність населення села — 42 особи.
| 2000 | 2010 |
| 50   | ↘ 42 |